# 1964年東京オリンピックのバスケットボール競技・男子日本選手団
1964年東京オリンピックのバスケットボール競技・男子日本選手団（1964ねんとうきょうオリンピックのバスケットボールきょうぎ・だんしにほんせんしょだん）は、1964年東京オリンピックバスケットボール競技に出場したバスケットボール男子日本代表である。

## 概要
日本はメルボルン・ローマにつづく3大会連続出場を自国開催で迎えた。そのため、五輪過去最高位の10位を目標として東京教育大学の吉井四郎を監督に就任させ、前2大会に出場した斎藤博をマネージャーとして、実業団・学生のトップ選手を集めた。
決勝トーナメントには進めなかったものの、初戦となるカナダ戦で2大会ぶり勝利を挙げ、オリンピック日本代表最多となる予選リーグ3勝をマーク。9-12位決定トーナメントに回り、フィンランドを退けるが、オーストラリアに敗れ、最高位タイの10位で終えた。
当大会に出場した代表選手のうち、増田貴史（現姓・木内）は後に日本バスケットボール協会の専務理事、諸山文彦は常務理事をそれぞれ務めている。

## スタッフ
- 監督：吉井四郎
- コーチ：武富邦中

## 選手
- 奈良節雄
- 若林薫
- 志賀政司
- 増田貴史
- 中村邦彦
- 梅勝夫
- 藤江精二
- 海保宣生
- 江川嘉孝
- 諸山文彦
- 角田勝次
- 小玉晃

なお、昭和39（1964）年1月に招集された候補選手は14名であったが、このうち山本誠治（八幡製鉄・立教大卒）と岡山啓三（立教大）が故障により東京五輪本番の最終メンバーから外れている。

## 成績

### Aグループ
- 日本 58 - 37  カナダ
- 日本 58 - 41  ハンガリー
- 日本 59 - 72  ソビエト連邦
- 日本 55 - 65  プエルトリコ
- 日本 57 - 81  ポーランド
- 日本 72 - 68  イタリア
- 日本 62 - 64  メキシコ

### 9-12位決定戦
- 日本 56 - 45  フィンランド
- 日本 57 - 64  オーストラリア

### 最終順位
| 順位 | 国・地域       |
| ---- | -------------- |
| 1位  | アメリカ合衆国 |
| 2位  | ソビエト連邦   |
| 3位  | ブラジル       |
| 4位  | プエルトリコ   |
| 5位  | イタリア       |
| 6位  | ポーランド     |
| 7位  | ユーゴスラビア |
| 8位  | ウルグアイ     |
| 9位  | オーストラリア |
| 10位 | 日本           |
| 11位 | フィンランド   |
| 12位 | メキシコ       |
| 13位 | ハンガリー     |
| 14位 | カナダ         |
| 15位 | ペルー         |
| 16位 | 韓国           |